# San (řecké písmeno)

Majuskulní a minuskulní podoba písmene san

San (Ϻ, minuskulní formou ϻ, řecky σάν) je zastaralé písmeno řecké abecedy. Sloužilo jako náhrada písmena sigma pro označení hlásky [s]. Vypadá podobně jako písmeno M, které se však uprostřed obvykle dotýká linky, nebo jako obrácené řecké písmeno sigma (Σ). V abecedě bylo řazeno mezi písmeno pí a archaický znak koppa.

## Podoba
Malé san je ve většině fontů vyobrazováno s prodlouženou levou nožičkou (např. Calibri, Arial nebo Times new roman).
Jsou však i fonty, které san zobrazují bez prodloužené levé nožičky. Sem patří např. Lucida Grande.

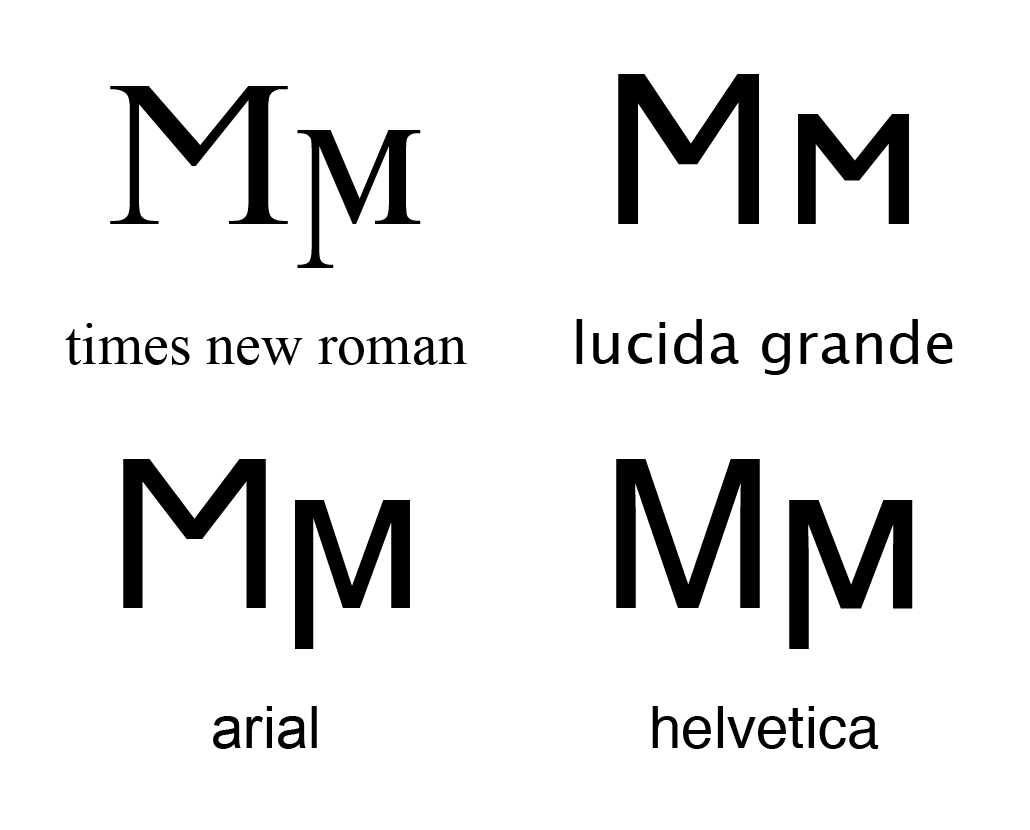
Písmeno v různých fontech

## Unicode
V Unicodu je podporována jak majuskulní, tak minuskulní varianta: 
Ϻ - GREEK CAPITAL LETTER SAN 03FA 
ϻ - GREEK SMALL LETTER SAN 3FB